# Konr@d
Konr@d (Eigenschreibweise: KONR@D) war ein deutsches Lifestyle-Magazin, das zwischen August 1997 und Dezember 1999 mit dem Untertitel „Der Mensch in der digitalen Welt“ im Verlagshaus Gruner + Jahr erschien und sich als „Special des Stern“ verstand. golem.de bezeichnete die Zeitschrift bei ihrer Einstellung als „renommiertestes deutsches Magazin um Internetkultur und Lifestyle“.

## Geschichte
Mitte der 1990er Jahre beabsichtigte das Hamburger Verlagshaus Gruner + Jahr eine Beteiligung an der geplanten deutschen Ausgabe des US-amerikanischen Technologiemagazins Wired; im Oktober 1996 scheiterten jedoch die Verhandlungen mit dem Condé Nast Verlag. Der Hamburger Verlag entschied sich deshalb, eine entsprechende Zeitschrift auf dem deutschen Markt etablieren zu wollen. Dazu konnte man Peter Glaser als Kopf der Redaktion gewinnen. Ende August 1997 erschien nach sieben Monaten Entwicklung die erste Konr@d-Ausgabe in einer Auflagenstärke von 120.000, in der Folgezeit erschien das nach Konrad Zuse benannte Magazin in unregelmäßigen Abständen etwa alle zwei Monate. Die Zeitschrift befasste sich mit Computer, Lifestyle und Zukunft. Die inhaltlich schwankende Qualität sowie die Einführung von besser vermarkteten Zeitschriften mit ähnlichem Spektrum wie Tomorrow führten zur Einstellung von Konr@d nach der 13. Ausgabe, die am 16. Dezember 1999 erschien. Die Themenbereiche des Magazins sollten fortan in die Rubrik „Internet und Computer“ des Stern integriert werden.
Ursprünglich geplant war eine Auflage von etwa 60.000, wie Erwin Jurtschitsch Mitte 1996 angab. Nach Verlagsangaben verkaufte sich Konr@d bis zu 220.000-mal, bei den letzten Ausgaben soll die verkaufte Auflage bei 115.000 gelegen haben. Der Preis der Zeitschrift lag bei 4,80 DM („Einführungspreis“ der ersten Ausgabe) bis 5,80 DM (zwölfte Ausgabe).